# Ёкояма, Кэндзо
Кэндзо Ёкояма (яп. 横山 謙三 Ёкояма Кэндзо:, род. 21 января 1943, Урава, Сайтама) — японский футболист и тренер. Выступал за сборную Японии. Был тренером национальной команды в 1988—1991 годах

## Клубная карьера
На протяжении своей футбольной карьеры выступал за клуб «Мицубиси Моторс», где стал выступать после окончания средней школы и Университета Риккё c 1966 года. С первого же сезона он стал основным вратарем команды и провел все матчи в чемпионате Японии до 1974 года. В составе клуба он дважды становился чемпионом страны (1969 и 1973) и шесть раз вице-чемпионом. Кроме того, пока Ёкояма был в воротах, команда выигрывала Кубок Императора 1971 и 1973 годов. В 1975 году в воротах его сменил Мицухиса Тагути. В 1977 году завершил игровую карьеру. Он провел 136 матчей в чемпионате и семь раз был удостоен попадания в символическую сборную лиги.

## Карьера в сборной
В октябре 1964 года, когда Ёкояма еще был студентом Университета Риккё, он был вызван в сборную Японии на матчи Олимпийских игр, проходивших в Токио. В этом соревновании он дебютировал и сыграл все матчи вместо основного вратаря команды Цукаса Хосака, который сломал руку незадолго до Игр. После этого Ёкояма стал основным вратарем национальной сборной. В 1967 году он провел матчи квалификации на Летние Олимпийские игры 1968 года в Мехико, по результатам которых Япония попала в финальную часть турнира. В Мехико Япония выиграла бронзовую медаль. Также Ёкояма участвовал в Азиатских играх 1966, 1970 и 1974 годов. Всего он провел 49 игр за сборную Японии.

## Тренерская карьера
В 1976 году, когда Ёкояма играл за «Мицубиси Моторс», он стал играющим тренером в качестве преемника Хироси Ниномия. Под его руководством в 1978 году клуб выиграл все три главных титула в Японии: национальный чемпионат, Кубок лиги и Кубок Императора. Клуб также выиграл Кубок Императора 1980 года, Кубок лиги 1981 и чемпионат в 1982. В 1984 году Ёкояма ушел в отставку. В 1988 году он стал главным тренером сборной Японии вместо ушедшего Ёсинобу Исии. В отборочном турнире к чемпионату мира 1990 года Япония выбыла в первом раунде. Ёкояма руководил национальной командой на Азиатских играх 1990 года, после чего ушел в отставку в 1991 году. В 1994 году Ёкояма вернулся к тренерской деятельности в «Урава Ред Даймондс» после того, как клуб покинул Такадзи Мори. Этот сезон клуб закончил на последнем месте и вылетел из Джей-лиги, а Ёкояма покинул свой пост. В 1995 году он стал генеральным директором «Урава Редс», а с октября 2000 года руководил клубом. В 2002 году ушел с поста генерального директора.
В 2005 году был включен в Зал славы японского футбола

## Достижения

### Командные
«Мицубиси Моторс»
- Чемпион Первого Дивизиона Японской футбольной лиги: 1969, 1973
- Обладатель Кубка Императора: 1971, 1973

### Международные
Сборная Японии
- Олимпийских игр: 1968

### Тренерские
«Урава Ред Даймондс»
- Чемпион Первого Дивизиона Японской футбольной лиги: 1978, 1982
- Обладатель Кубка Императора: 1978, 1980
- Обладатель Кубка японской футбольной лиги: 1978, 1981

### Личные
- Символическая сборная Японской футбольной лиги: 1966, 1967, 1968, 1969, 1971, 1973, 1974
- Зал славы японского футбола

## Статистика

### В клубе
| Сезон | Клуб            | Лига                         | Матчи | Голы |
| ----- | --------------- | ---------------------------- | ----- | ---- |
| 1966  | Мицубиси Моторс | Чемпионат Японии. Дивизион 1 | 14    | 0    |
| 1967  | Мицубиси Моторс | Чемпионат Японии. Дивизион 1 | 14    | 0    |
| 1968  | Мицубиси Моторс | Чемпионат Японии. Дивизион 1 | 14    | 0    |
| 1969  | Мицубиси Моторс | Чемпионат Японии. Дивизион 1 | 14    | 0    |
| 1970  | Мицубиси Моторс | Чемпионат Японии. Дивизион 1 | 14    | 0    |
| 1971  | Мицубиси Моторс | Чемпионат Японии. Дивизион 1 | 14    | 0    |
| 1972  | Мицубиси Моторс | Чемпионат Японии. Дивизион 1 | 14    | 0    |
| 1973  | Мицубиси Моторс | Чемпионат Японии. Дивизион 1 | 18    | 0    |
| 1974  | Мицубиси Моторс | Чемпионат Японии. Дивизион 1 | 18    | 0    |
| 1975  | Мицубиси Моторс | Чемпионат Японии. Дивизион 1 | 2     | 0    |
| 1976  | Мицубиси Моторс | Чемпионат Японии. Дивизион 1 | 0     | 0    |
| 1977  | Мицубиси Моторс | Чемпионат Японии. Дивизион 1 | 0     | 0    |
| Итого | Итого           | Итого                        | 136   | 0    |

### В сборной
| Сборная Японии | Сборная Японии | Сборная Японии |
| Год            | Матчи          | Голы           |
| -------------- | -------------- | -------------- |
| 1964           | 1              | 0              |
| 1965           | 4              | 0              |
| 1966           | 6              | 0              |
| 1967           | 5              | 0              |
| 1968           | 3              | 0              |
| 1969           | 3              | 0              |
| 1970           | 12             | 0              |
| 1971           | 6              | 0              |
| 1972           | 3              | 0              |
| 1973           | 2              | 0              |
| 1974           | 4              | 0              |
| Итого          | 49             | 0              |

### Тренерская статистика
| Команда            | С     | До    | Статистика | Статистика | Статистика | Статистика | Статистика |       |
| Команда            | С     | До    | И          | В          | П          | Н          | Побед %    |       |
| ------------------ | ----- | ----- | ---------- | ---------- | ---------- | ---------- | ---------- | ----- |
| Урава Ред Даймондс | 1994  | 1994  | 44         | 14         | 0          | 30         | 31.82      |       |
| Всего              | Всего | Всего | Всего      | 44         | 14         | 0          | 30         | 31.82 |